# 乌伊塔什机场
乌伊塔什机场（羅馬化：Aeroport Makhachkala Uytash）是位于俄羅斯南部達吉斯坦共和國馬哈奇卡拉和卡斯皮斯克附近的一个民用机场，於1927年2月3日建成。以第二次世界大战期間的战斗机飞行员、蘇聯英雄阿梅特汗‧苏丹的名字命名。